# Ison Glasgow

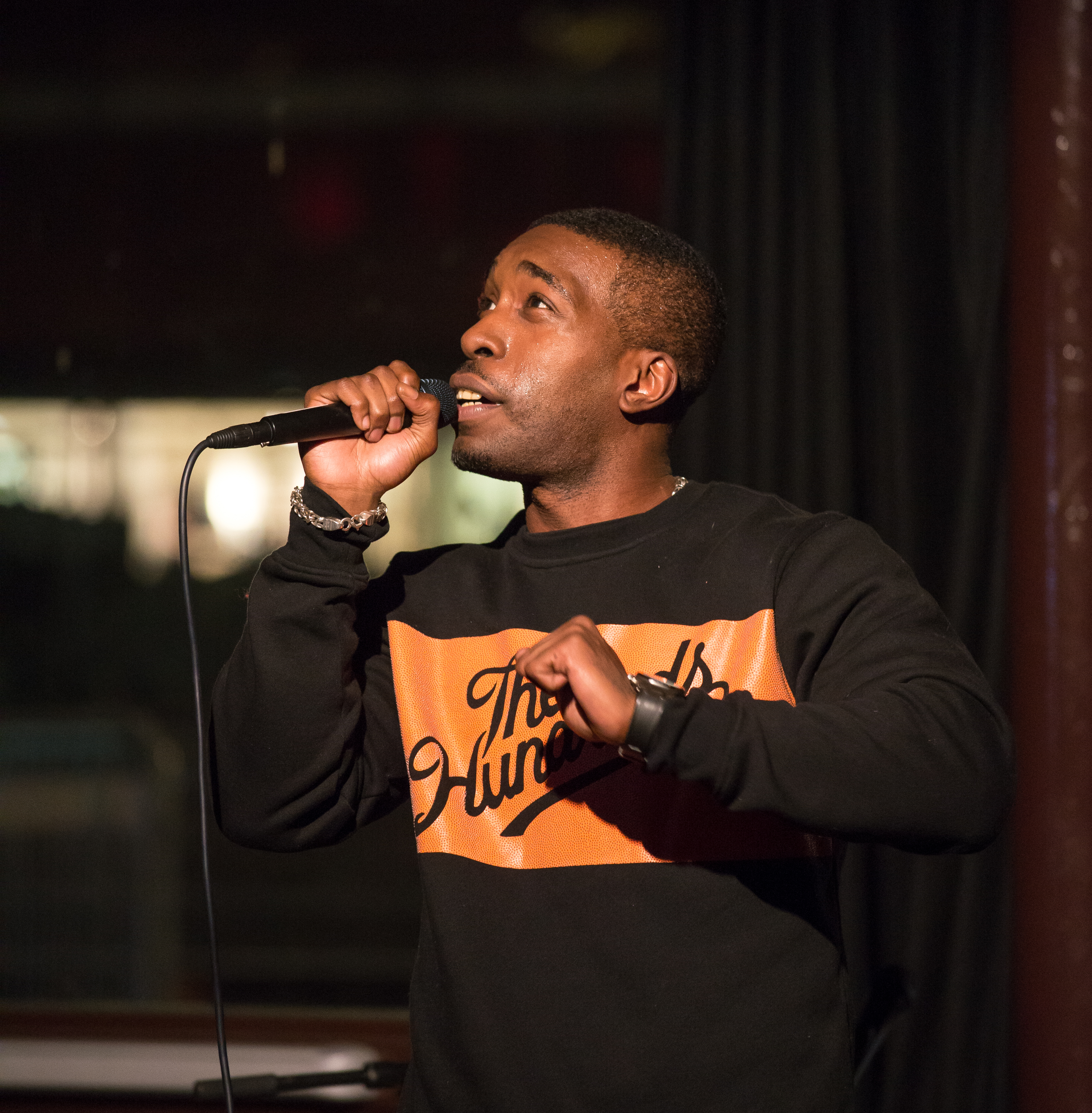
Ison Glasgow i ett framträdande under debatten Vem bryr sig om de hemlösa? på Kulturhuset Stadsteatern i Stockholm 2014.

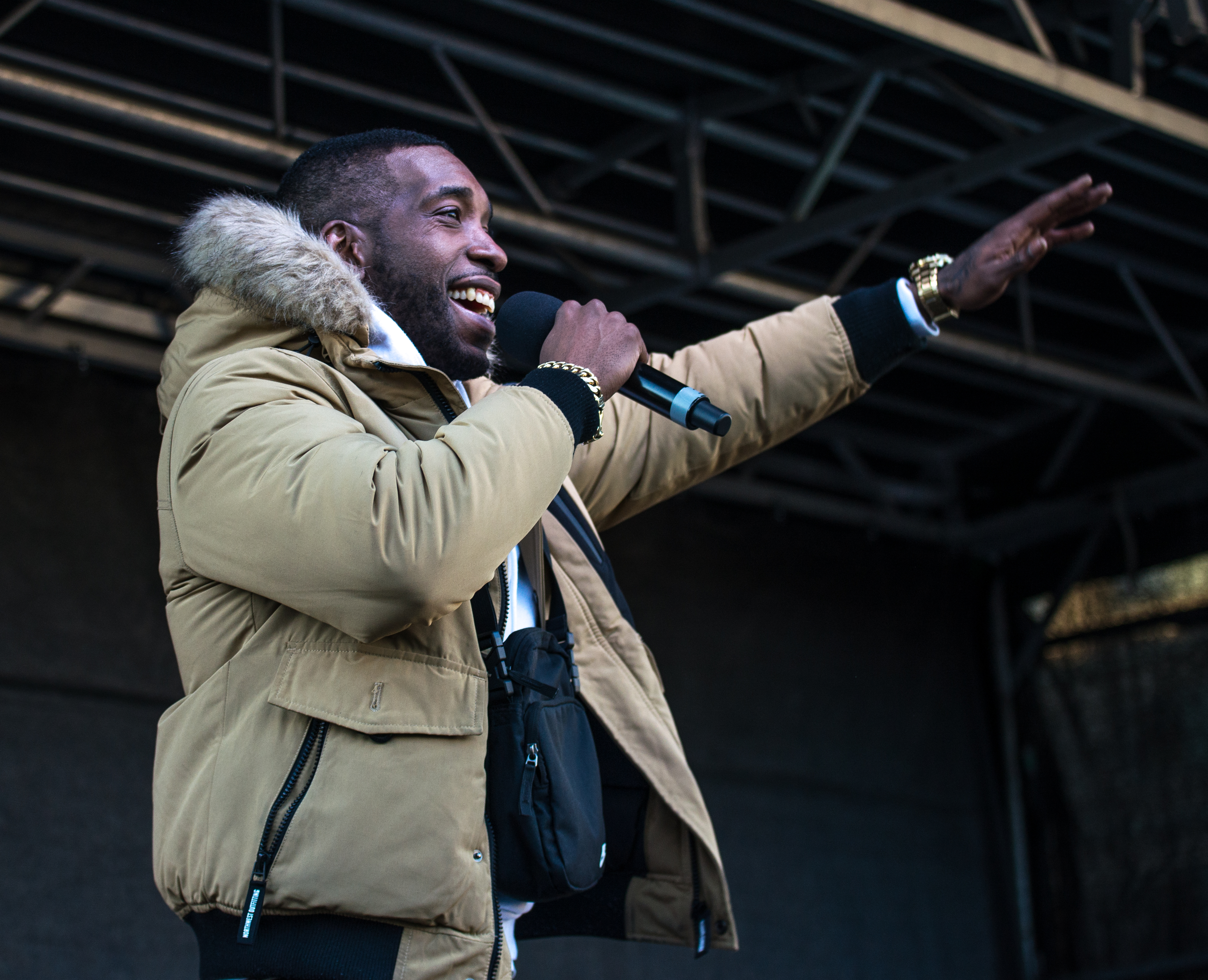
Ison Glasgow uppträder under Fridays For Future på Medborgarplatsen i Stockholm den 14 februari 2020.

Carson-Ison Mc Kinley Glasgow, mer känd som Ison, född 8 oktober 1980 i Queens i New York, är en av medlemmarna av den svenska hiphopduon Ison & Fille.
Han har gjort ett fåtal sololåtar som finns på Ison & Filles album. Han är också medlem i Highwon-teamet som också består av Felipe Leiva Wenger (Fille), Sabo, Aleks, Hoosam och Gurmo.

## Uppväxt
Glasgow växte delvis upp i stadsdelen Queens i New York under 1980-talet, där han bodde med sin mor och mormoder. Våld och droger var ett växande problem i samhället. När han var i sexårsåldern flyttade modern till Sverige med honom i hopp om ett bättre liv. Efter ankomsten till Stockholm förlorade han kontakten med sin far som ursprungligen är från Barbados. Han och hans mor blev hemlösa och modern tjänade pengar genom att uppträda på gatorna.
Ison Glasgow spelade basket i JKS Basket i Bredäng. Där träffade han Felipe "Fille" Leiva Wenger som delade intresset för musik. Ison & Fille umgicks i studion på ungdomsgården i Skärholmen och bildade en hiphop-duo.

## Karriär och utmärkelser
Ison & Filles genombrott kom 2002, med debutalbumet Vår sida av stan och singeln När vi glider.
Ison Glasgow fick år 2012, tillsammans med Felipe "Fille" Leiva Wenger, SKAP-stipendium med motiveringen "Med mångsidigt låtmaterial och träffsäkra texter, ömsom allvarsamma ömsom lekfulla, har de etablerat sig som oundvikliga förgrundsfigurer inom svensk hip-hop.".
År 2012 var han värd för Sommar i P1 på Sveriges Radio. Där pratade han om sin uppväxt. Samma år var Ison Glasgow jurymedlem och coach i sångtävlingsprogrammet X Factor Sverige i TV4.
I oktober 2014 släpptes hans självbiografi När jag inte hade nåt, som är skriven tillsammans med journalisten Emil Arvidson. Han har därefter föreläst i svenska skolor för elever som läst boken.
Glasgow har även spelat Mike i TV-serien Leende guldbruna ögon från 2007 och en biroll som badvakt i långfilmen Psykos i Stockholm från 2020.

## Diskografi solo

### Som gästartist
- (2007) - Ställ dej upp/rör dej in (Petter feat. Ison - från albumet "God Damn It")
- (2007) - D Som Var (Patrick El-Hag feat. Ison, Jan Allan och Ingrid Contardo - från albumet "Så där")
- (2010) - JKIBMM (Afasi & Filthy feat. Ison - från albumet "Hotell Stress 1 & 2")
- (2011) - Luftens hjältar (Newkid feat. Ison & Lorentz Alexander - från albumet "Alexander JR Ferrer")
- (2011) - Meningen (Aleks feat. Ison - från albumet "Inte Längre Fiender")
- (2011) - Hela Natten Lång (Sabo feat. Ison, Fille, Aleks, Gurmo, Hoosam - från albumet "Alla älskar Sabo")

### Singlar
- (2011) - Vafan händz?! (Grillat & Grändy feat. Ison)

## Filmografi
- 2007 – Leende guldbruna ögon (TV-serie)
- 2020 – Psykos i Stockholm